# Apeadeiro de Ribeirinha
O Apeadeiro de Ribeirinha é uma gare encerrada da Linha do Tua, que servia a localidade de Ribeirinha, no concelho de Vila Flor, em Portugal.

## Descrição
O edifício de passageiros situava-se do lado sudeste da via (lado direito do sentido ascendente, a Bragança).

## História
Este apeadeiro encontra-se no troço da Linha do Tua entre as Estações de Tua e Mirandela, que abriu à exploração em 29 de Setembro de 1887. No entanto, este apeadeiro não fazia parte originalmente da linha, tendo a Gazeta dos Caminhos de Ferro de 16 de Agosto de 1903 noticiado que o plano para a sua construção já tinha sido aprovado após ter sido feita uma pequena alteração, e que as obras iriam ter início em breve. Em 16 de Setembro, já tinha sido aprovado o orçamento para a sua construção.

Em 2008, foi encerrada a circulação ferroviária no troço entre Tua e Cachão, após um acidente. A operadora Comboios de Portugal organizou um serviço de táxis de substituição, que passava pela localidade de Ribeirinha.